# Giuseppe Gallarati
Giuseppe Gallarati (Milano, 19 marzo 1696 – Milano, 1º luglio 1767) è stato un vescovo cattolico italiano.

## Biografia

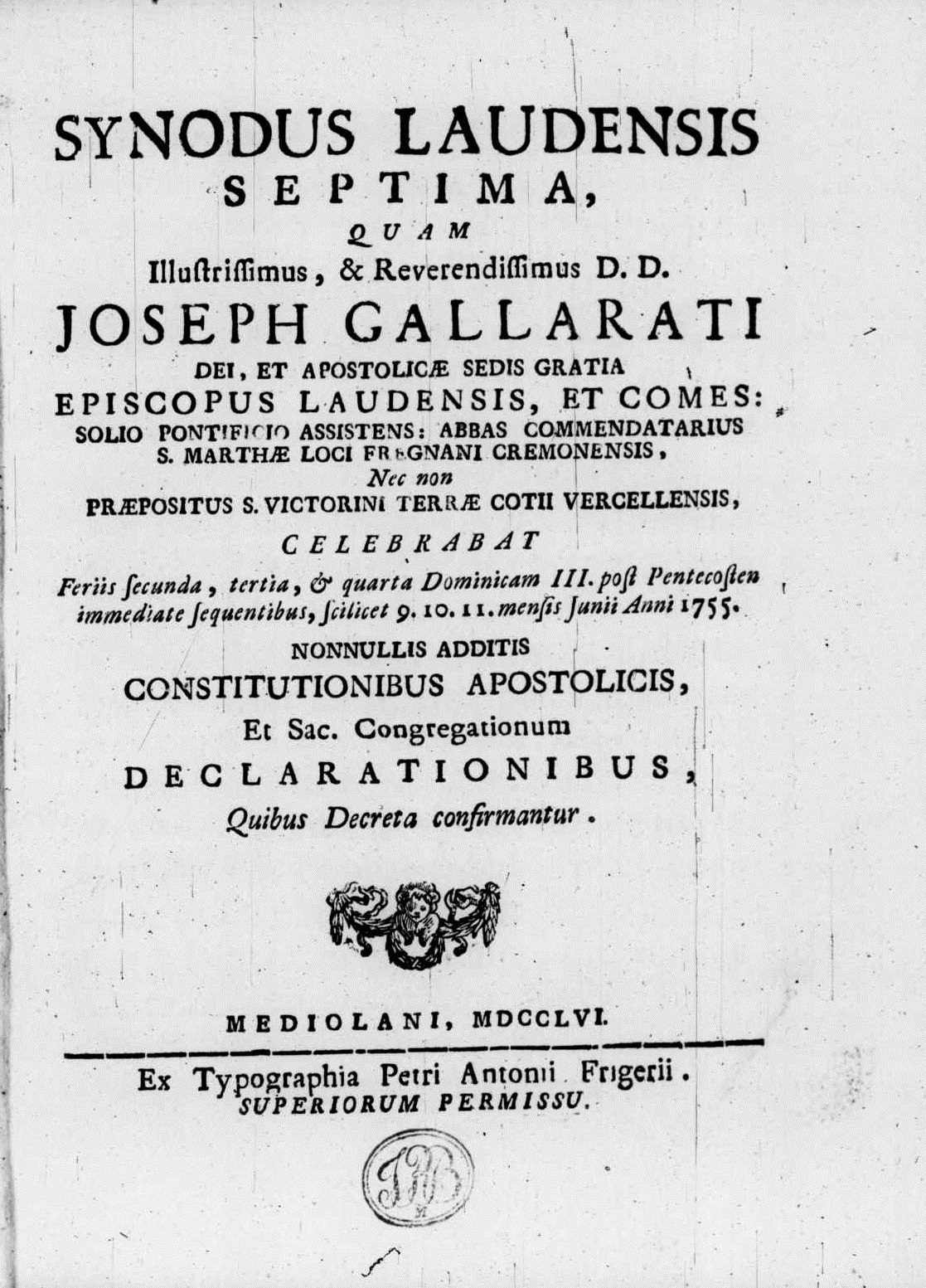
Synodus Laudensis septima, 1756

Nato da una famiglia aristocratica, essendo ultimogenito di Giantommaso Gallarati, marchese di Cerano, e di Maria Lucrezia Archinto, sorella dell'arcivescovo di Milano cardinale Giuseppe Archinto.
Si laureò in utroque iure a Pavia. Fu nominato canonico di Santa Maria alla Scala il 6 agosto 1725 e arcidiacono dello stesso capitolo il 2 maggio 1737. Fu nominato vicario generale dell'esercito di Milano il 14 dicembre 1729 e infine il 18 aprile 1742 venne eletto vescovo di Lodi dove promosse la diffusione della Confederazione dell'oratorio di San Filippo Neri.
Nel 1755 indisse il sinodo diocesano, il settimo dal Concilio di Trento.
Il 31 ottobre 1764 riconsacrò la cattedrale di Lodi dopo che fu restaurata. Il suo episcopato fu contrassegnato da accesi contrasti con il clero diocesano.
Il 1º maggio 1765 rinunciò alla diocesi di Lodi e si ritirò a Milano, dove morì nel 1767.
Fu anche abate commendatario del monastero di Santa Marta di Fiesco.

## Genealogia episcopale
La genealogia episcopale è:
- Cardinale Scipione Rebiba
- Cardinale Giulio Antonio Santori
- Cardinale Girolamo Bernerio, O.P.
- Arcivescovo Galeazzo Sanvitale
- Cardinale Ludovico Ludovisi
- Cardinale Luigi Caetani
- Cardinale Ulderico Carpegna
- Cardinale Paluzzo Paluzzi Altieri degli Albertoni
- Papa Benedetto XIII
- Papa Benedetto XIV
- Vescovo Giuseppe Gallarati

## Albero genealogico
|                                                   |                     |                                        | Genitori                                   |  |  | Nonni |  |  | Bisnonni                                    |  |  | Trisnonni                     |  |
|                                                   |                     |                                        |                                            |  |  |       |  |  | Gian Tommaso Gallarati, V signore di Cerano |  |  | Alfonso, IV signore di Cerano |  |
|                                                   |                     |                                        |                                            |  |  |       |  |  | Gian Tommaso Gallarati, V signore di Cerano |  |  | Alfonso, IV signore di Cerano |  |
|                                                   |                     | Silvia Lignana di Gattinara            |                                            |  |  |       |  |  | Gian Tommaso Gallarati, V signore di Cerano |  |  |                               |  |
| Carlo Gallarati, I marchese di Cerano             |                     |                                        |                                            |  |  |       |  |  | Gian Tommaso Gallarati, V signore di Cerano |  |  |                               |  |
|                                                   |                     | Lodovica Arese                         | Francesco Arese                            |  |  |       |  |  |                                             |  |  |                               |  |
|                                                   |                     | Lodovica Arese                         | Francesco Arese                            |  |  |       |  |  |                                             |  |  |                               |  |
|                                                   |                     | Lodovica Arese                         | Camilla Mantegazza                         |  |  |       |  |  |                                             |  |  |                               |  |
| Giovanni Tommaso Gallarati, II marchese di Cerano |                     | Lodovica Arese                         |                                            |  |  |       |  |  |                                             |  |  |                               |  |
|                                                   |                     | Costanzo Taverna, conte di Landriano   | Matteo Taverna, conte di Landriano         |  |  |       |  |  |                                             |  |  |                               |  |
|                                                   |                     | Costanzo Taverna, conte di Landriano   | Matteo Taverna, conte di Landriano         |  |  |       |  |  |                                             |  |  |                               |  |
|                                                   |                     | Costanzo Taverna, conte di Landriano   | Aurelia Litta                              |  |  |       |  |  |                                             |  |  |                               |  |
| Antonia Taverna                                   |                     | Costanzo Taverna, conte di Landriano   |                                            |  |  |       |  |  |                                             |  |  |                               |  |
|                                                   |                     | Anna Camilla Moroni                    | Gerolamo Moroni, III conte di Ponte Curone |  |  |       |  |  |                                             |  |  |                               |  |
|                                                   |                     | Anna Camilla Moroni                    | Gerolamo Moroni, III conte di Ponte Curone |  |  |       |  |  |                                             |  |  |                               |  |
|                                                   |                     | Anna Camilla Moroni                    | Livia Barbiano                             |  |  |       |  |  |                                             |  |  |                               |  |
| Giuseppe Gallarati                                |                     | Anna Camilla Moroni                    |                                            |  |  |       |  |  |                                             |  |  |                               |  |
|                                                   | Cristoforo Archinto | Carlo Archinto                         |                                            |  |  |       |  |  |                                             |  |  |                               |  |
|                                                   | Cristoforo Archinto | Carlo Archinto                         |                                            |  |  |       |  |  |                                             |  |  |                               |  |
|                                                   | Cristoforo Archinto | Isabella Carcano                       |                                            |  |  |       |  |  |                                             |  |  |                               |  |
| Carlo Archinto, I conte di Tainate                | Cristoforo Archinto |                                        |                                            |  |  |       |  |  |                                             |  |  |                               |  |
|                                                   |                     | Anna Panigarola                        | Gabriele Panigarola                        |  |  |       |  |  |                                             |  |  |                               |  |
|                                                   |                     | Anna Panigarola                        | Gabriele Panigarola                        |  |  |       |  |  |                                             |  |  |                               |  |
|                                                   |                     | Anna Panigarola                        | Maria Elisabetta Vertemate                 |  |  |       |  |  |                                             |  |  |                               |  |
| Lucrezia Archinto                                 |                     | Anna Panigarola                        |                                            |  |  |       |  |  |                                             |  |  |                               |  |
|                                                   |                     | Giulio Arese, I conte di Castel Lambro | Marco Antonio Arese                        |  |  |       |  |  |                                             |  |  |                               |  |
|                                                   |                     | Giulio Arese, I conte di Castel Lambro | Marco Antonio Arese                        |  |  |       |  |  |                                             |  |  |                               |  |
|                                                   |                     | Giulio Arese, I conte di Castel Lambro | Ippolita Clari                             |  |  |       |  |  |                                             |  |  |                               |  |
| Caterina Arese                                    |                     | Giulio Arese, I conte di Castel Lambro |                                            |  |  |       |  |  |                                             |  |  |                               |  |
|                                                   |                     | Margherita Legnani                     | Ludovico Legnani                           |  |  |       |  |  |                                             |  |  |                               |  |
|                                                   |                     | Margherita Legnani                     | Ludovico Legnani                           |  |  |       |  |  |                                             |  |  |                               |  |
|                                                   |                     | Margherita Legnani                     | Caterina Scanzi                            |  |  |       |  |  |                                             |  |  |                               |  |
|                                                   |                     | Margherita Legnani                     |                                            |  |  |       |  |  |                                             |  |  |                               |  |